# Nyliberala studentförbundet
Nyliberala studentförbundet bildades i Helsingfors 1937, närmast som en motvikt till de svenskspråkiga högerstuderandenas organisation Aktiva studentförbundet. 
Nyliberala studentförbundet grundades på grund av indignation över presidentvalets utgång 1937, då Kyösti Kallio valdes till president med bistånd av den svenska högern (bergsrådsfalangen). Inom förbundet uppstod 1943 fröet till den så kallade fredsoppositionen.
Förbundet var i decennier den mest inflytelserika finlandssvenska liberala organisationen; det hade en nära anknytning till Svenska folkpartiet. Förbundet splittrades i mitten av 1960-talet, då en del av dess medlemmar radikaliserades och gick över till det socialistiska lägret. Bland de politiker som har varit verksamma inom förbundet märks Nils Meinander, Johan Otto Söderhjelm, Jan-Magnus Jansson och Pär Stenbäck.